# توم وجيري (فلم 2021)
فيلم توم وجيري 2020 (بالإنجليزية: Tom and Jerry The Movie 2020) هو فيلم رسوم متحركة أكشن حي ، تم إنتاج الفيلم بواسطة مجموعة وارنر براذر أنيميشن وإستنادا على شخصيات ومسلسل الرسوم المتحركة الشهير الذي يحمل نفس الاسم والفيلم من إخراج تيم ستوري وتأليف كريج رايت ، كاتي سيلبرمان ، أبريل بروسر وكيفن كوستيلو، وسوف يظم نجمة القط والفأر الثنائي من الفيلم توم و جيري وسيضم النجمة كلوي غرايس موريتز ، و مايكل بينيا وكين جيونغو، روب ديلاني.
تم إصدار توم وجيري في 23 ديسمبر 2020 بواسطة وارنر براذر بيكتشرز وسوف يمثل الفيلم الثاني الذي تم إصداره بطريقة مسرحية والذي يضم شخصيات توم وجيري منذ إصدار توم وجيري الفيلم في عام 1992..

## القصة
ينتقل القط توم، الذي يحلم بأن يكون عازف بيانو جاز، إلى مانهاتن ويعزف في سنترال بارك، بينما يبحث فأر يدعى جيري عن منزل جديد. بعد تدمير بيانو توم في مشاجرة، يطارد جيري، لكنه يتصدى عن طريق الخطأ لامرأة شابة تدعى كايلا فورستر، مما يتسبب في خسارتها وظيفتها. لسوء حظها، تريد كايلا إثبات مواهبها وتبحث عن وظيفة في أفخم فندق في المدينة، رويال جيت، حيث ينتقل جيري للعيش هناك ويفشل توم في اقتحامه. يتم تعيين كايلا، التي لديها سيرة ذاتية مسروقة، للمساعدة في التخطيط لحفل زفاف رفيع المستوى وتحصل على جولة في الفندق، بينما تتضمن تصرفات جيري المعتادة سرقة الطعام والأشياء لتجهيز منزله الجديد، ويخطط توم لمزيد من الاستراتيجيات لدخول الفندق والقبض على جيري.
يتم الترحيب بالمشاهير المحليين بريتا ميهتا وخطيبها بن عند وصولهم، مع كلبهم الأليف سبايك وقطهم توتس. الجميع، باستثناء سبايك، لا يدركون سرقة جيري من حقيبة بريتا. بينما يتم اصطحاب الزوجين وحيواناتهما الأليفة إلى غرفتهما، يتم الكشف عن وجود جيري، مما يعرض حفل الزفاف والفندق للخطر. تعرض كايلا الإمساك بجيري، لكنها تفشل وتدرك أنه سيكون من الصعب الإمساك به. بعد العديد من المحاولات الفاشلة، يدخل توم الفندق بنجاح، وتدمر مطاردته لجيري غرفة في الفندق. بسبب شكاوى الضوضاء، تأتي كايلا للتحقق وتصادق توم، بسبب هدفهما المشترك المتمثل في الإمساك بجيري. يستأجر مالك الفندق والمدير العام السيد دوبروس توم لإبادة جيري، بينما يهدد تيرينس رئيس توم وكايلا بطردهما إذا لم يتمكن توم من الإمساك بجيري.
بعد المزيد من المحاولات الفاشلة، يصمم توم مصيدة فئران معقدة تخرج جيري من الفندق. وفي الوقت نفسه، تساعد كايلا في خطط الزفاف وتعلم أن خاتم خطوبة بريتا مفقود. يعود جيري، ليصطدم بتوم على البيانو، ويكشف لكايلا أنه كان لديه خاتم بريتا ويوافق على إعادته لها مقابل السماح له بالعيش في الفندق. قبل أن تتمكن كايلا من الموافقة، يعود تيرينس من المشي مع سبايك ويلاحظ توم يبحث عن جيري مختبئًا في جيب معطف كايلا، مما يخلق مشهدًا يتسبب في مطاردة سبايك وتوم وجيري لتدمير الردهة. يتم إيقاف تيرينس عن العمل، بينما تتم ترقية كايلا إلى مديرة الحدث، لإعادة خاتم بريتا. تخبر كايلا توم وجيري أنهما سيضطران إلى التعايش وقضاء اليوم التالي معًا إذا أرادا البقاء في الفندق، وهو ما يوافقان عليه على مضض.
بينما تعتني كايلا بالفندق وتدير حفل الزفاف مع الطاقم، يستكشف توم وجيري المدينة، لكنهما يُسجنان في أحد الملاجئ، بعد تدخل المشجعين عن غير قصد في مباراة البيسبول. يزور تيرينس المنتقم توم وجيري بشكل منفصل ويطعمهما أكاذيب حول ما قالاه عن بعضهما البعض خلف ظهريهما، مما يحرضهما على معركة في الحفل الذي يلقي بالزفاف في مذبحة ويدمر بقية الفندق. بعد أن تعترف كايلا وتغادر في عار، يطرد تيرينس توم، وتتنصل بريتا من الزفاف. يدرك توم وجيري أن هذا خطأهما، فيضعان خلافاتهما جانبًا، ويقنعان كايلا وطاقم الفندق، بما في ذلك تيرينس المتشكك، بإنقاذ الزفاف. يغري الثنائي بريتا وتوتس إلى سنترال بارك، حيث يُقام الزفاف.
تتعهد كايلا لبريتا بأن توم وجيري قد كفّرا عن سلوكهما، ويعتذر بن لبريتا عن نفقاته الباهظة، في ضوء إعجاب والدها. تتصالح كايلا وصاحب السيرة الذاتية المسروقة مع بعضهما البعض ويحصلان على وظائف في الفندق، بينما يصبح توم أخيرًا عازف بيانو جاز ويعزف على البيانو في توتس، وينضم جيري إلى الحفلة حتى يتسبب حادث في قتالهما مرة أخرى. في مشهد ما بعد الاعتمادات، يتلقى بن فاتورة لحفلي الزفاف.

## روابط خارجية
- مقالات تستعمل روابط فنية بلا صلة مع ويكي بيانات